# Campobello di Licata
Campobello di Licata es una comuna italiana  en la provincia de Agrigento, en la regione de la Sicilia.

## Evolución demográfica
| Gráfica de evolución demográfica de Campobello di Licata entre 1861 y 2001 |
|                                                                            |
| Fuente ISTAT - elaboración gráfica de Wikipedia                            |